# جيايوقوان (معبر)
لأول معبر في الطرف الغربي من سور الصين العظيم، بالقرب من مدينة جيايوقوان في مقاطعة قانسو. كما تسمى «بممر جيايوقوان»، ولكن هذة التسمية ليست دقيقة لأن «قوان» تعني «ممر» باللغة الصينية.

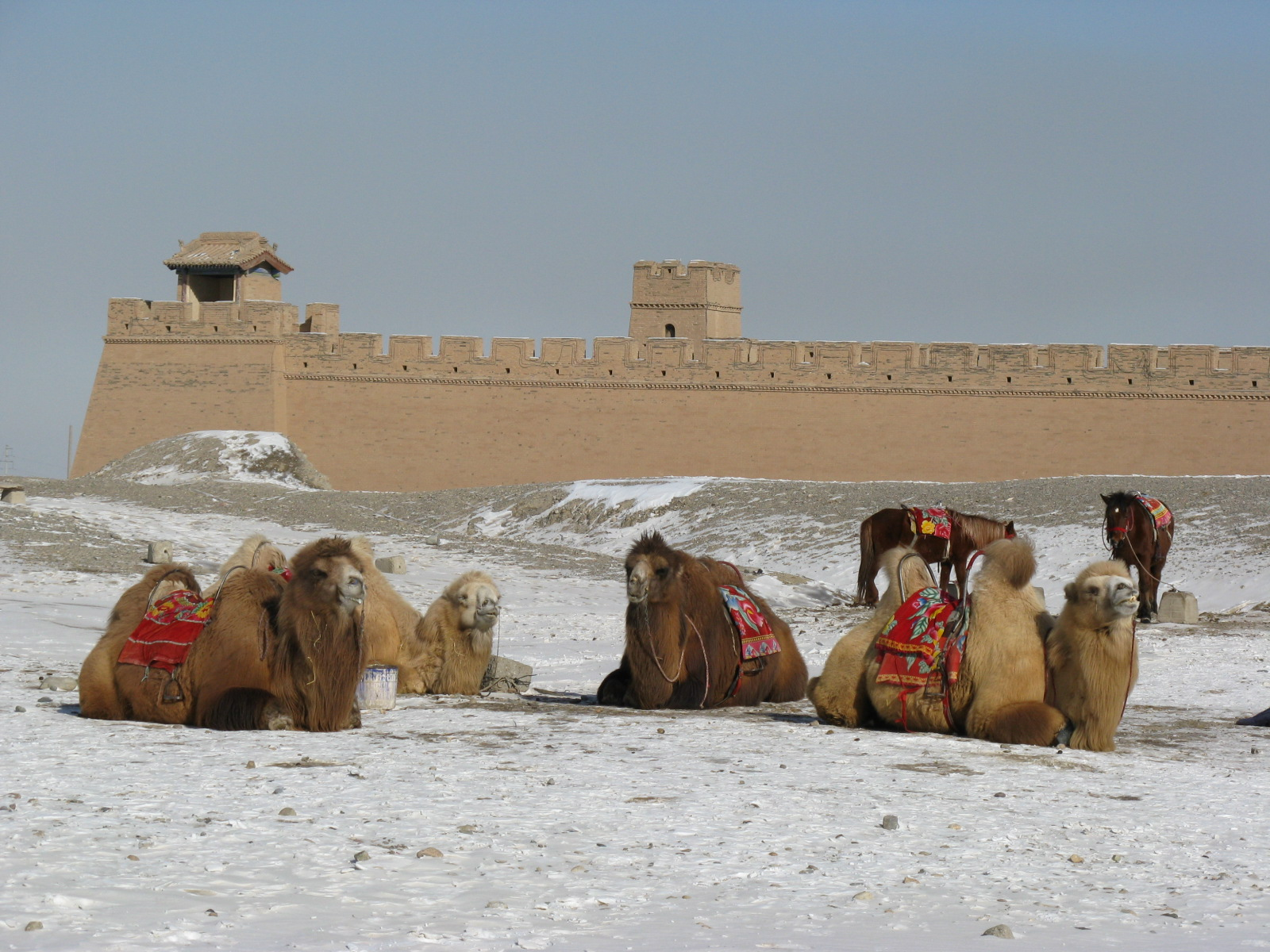
إمدادات التجارة في الصين, اعتمدت بشكل كبير على الجمال والقوافل المحملة بالبضائع

## الموقع
يقع المعبر في أضيق نقطة من الجزء الغربي من ممر قانسو، على بعد 6 كيلومترات إلى الجنوب الغربي من مدينة جيايوقوان في قانسو. الهيكل يقع بين جبلين، بين هضبة جيايوقوان. وقد بنيت بالقرب من واحة أن كان حينها على حافة غرب الصين المدقع.

## الوصف
الممر على شكل شبه منحرف مع محيط 733 مترا وتبلغ مساحتها أكثر من 335,00 متر مربع. ويبلغ طول جدار المدينة 733 متر وعلى ارتفاع 11 مترا.

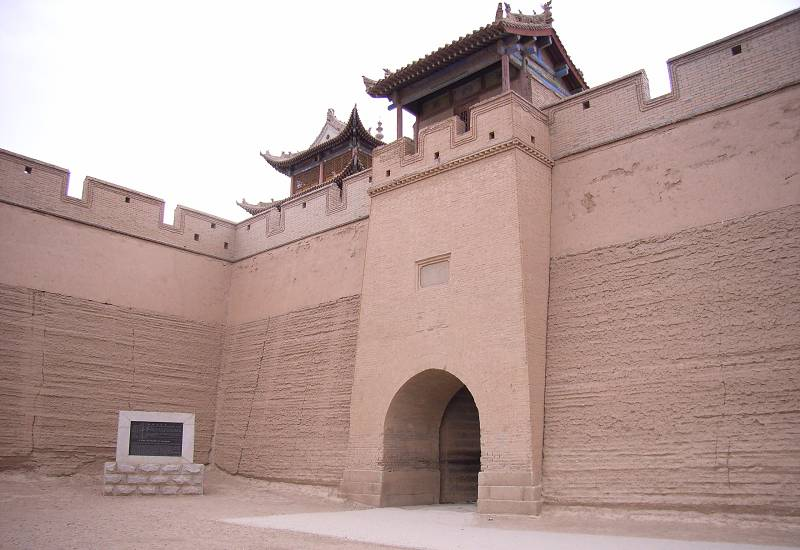
مدخل الصين, شمال

لدى المعبر، بوابتان: واحدة على الجانب الشرقي من الممر، والأخرى على الجانب الغربي. على كل بوابة هناك المبنى. منقوش علية «جيايوقوان» في الصينية وهو مكتوب على لوحة في مبنى البوابة في الغرب. وتربط الجانبين الجنوبي والشمالي كممر لسور الصين العظيم. وهناك برج على كل ركن من الأركان. على الجانب الشمالي، داخل البوابات الإثنين، وهناك طرق واسعة أدت إلى الجزء العلوي من المرور.
تتكون جيايوقوان من ثلاثة خطوط للدفاع: مدينة داخلية، وأخرى خارجية، وخندق.

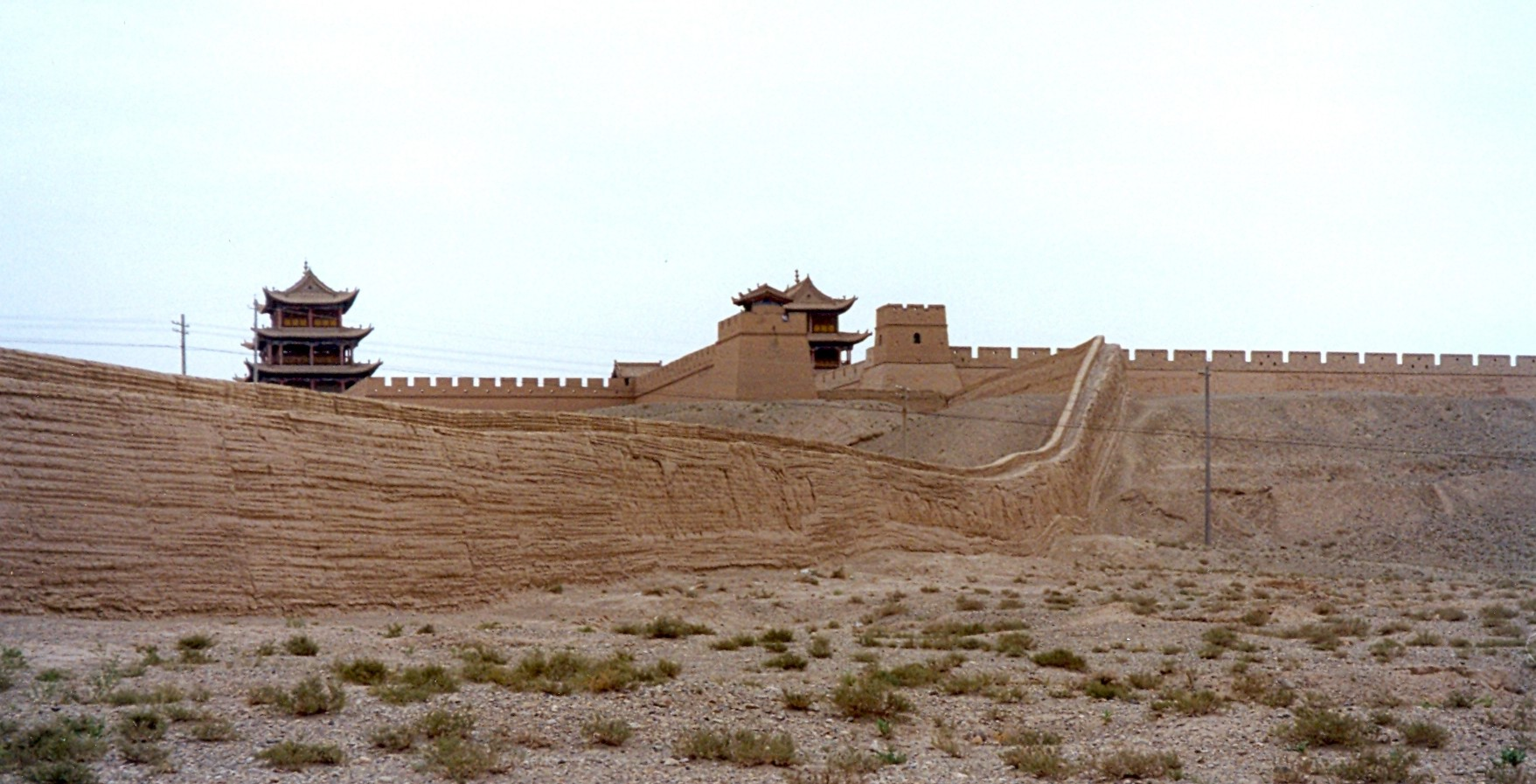
سور الصين والمعبر كما كان سيراه التجار والقوافل

## معرض صور

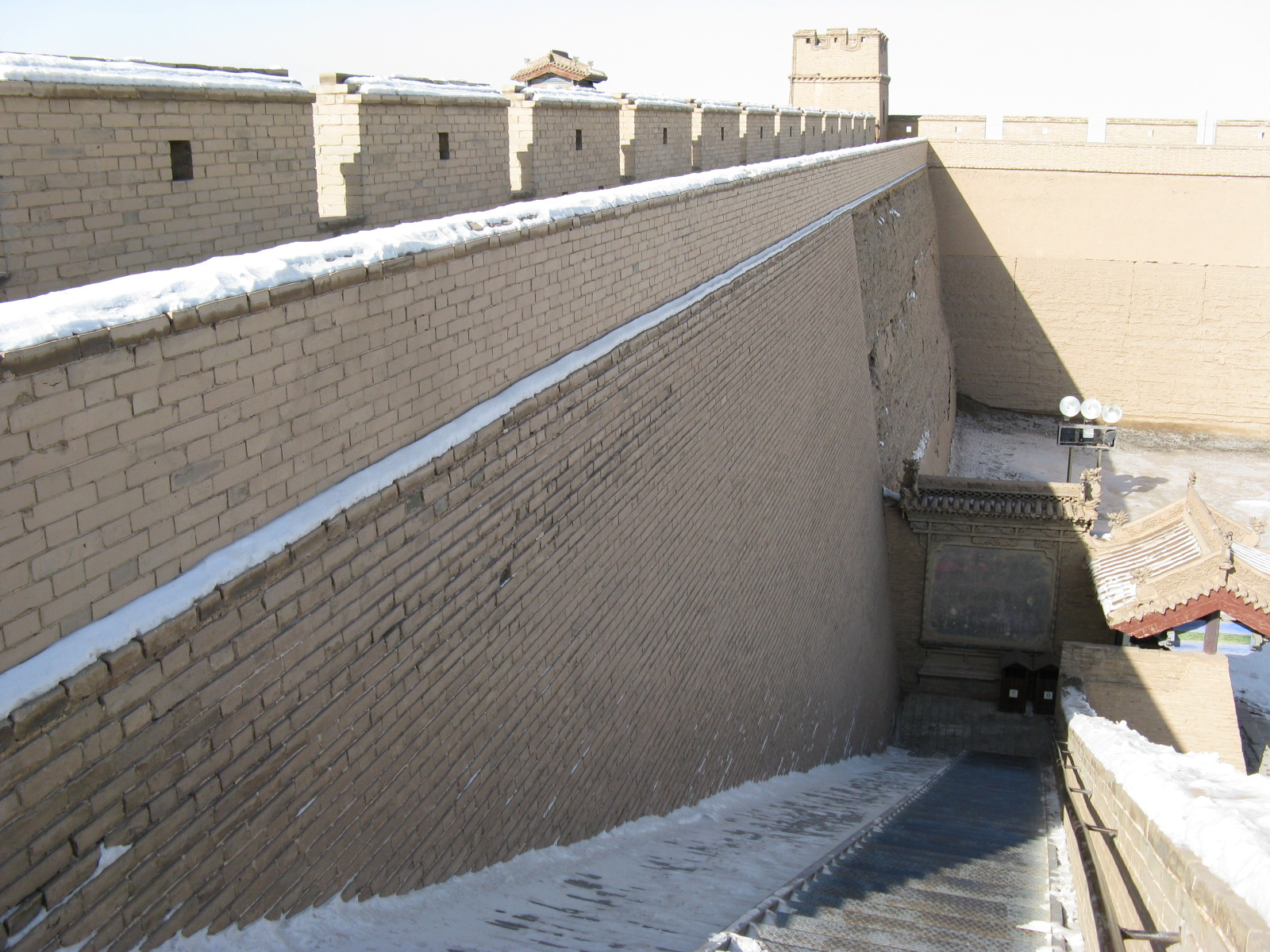
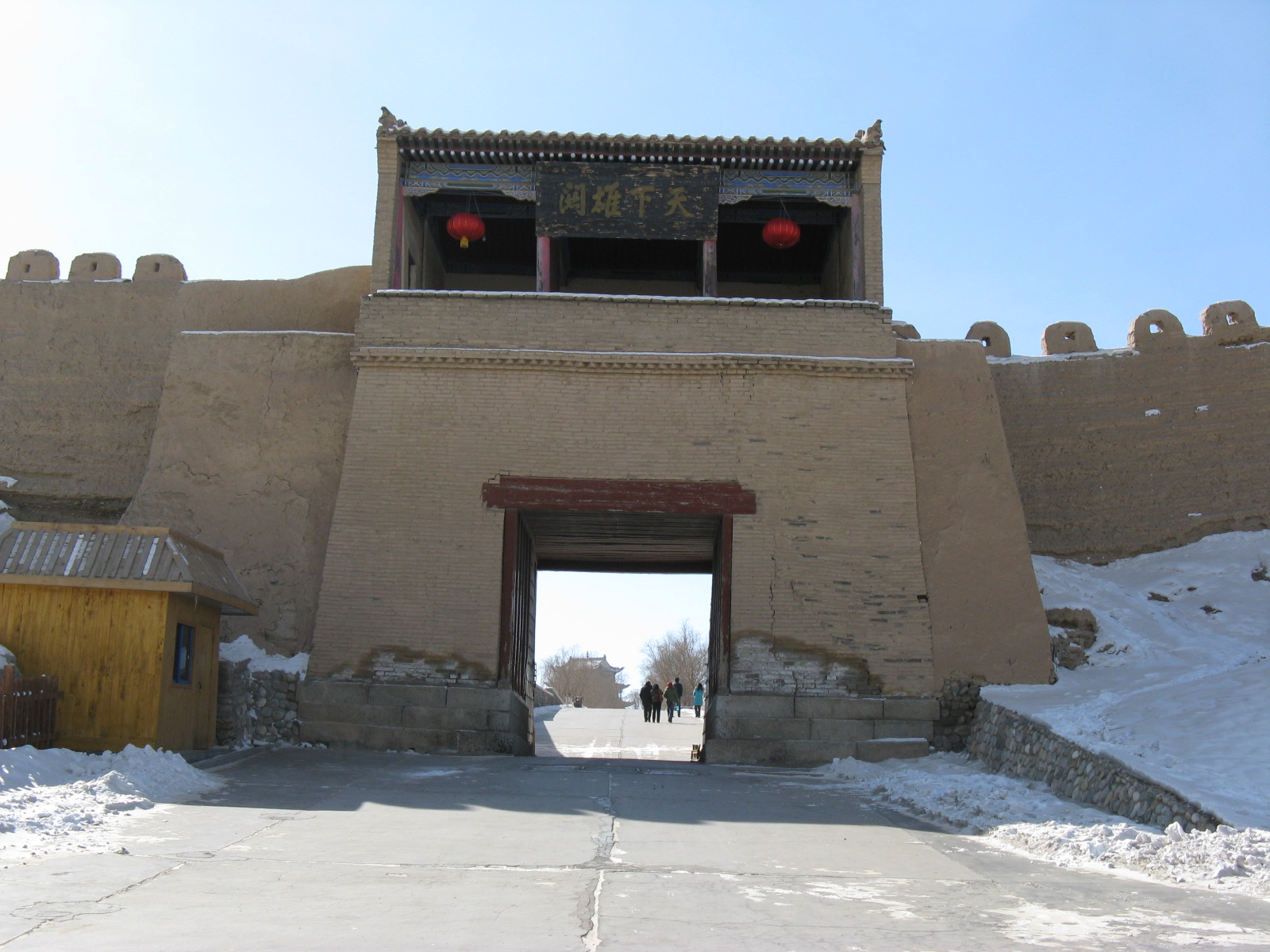
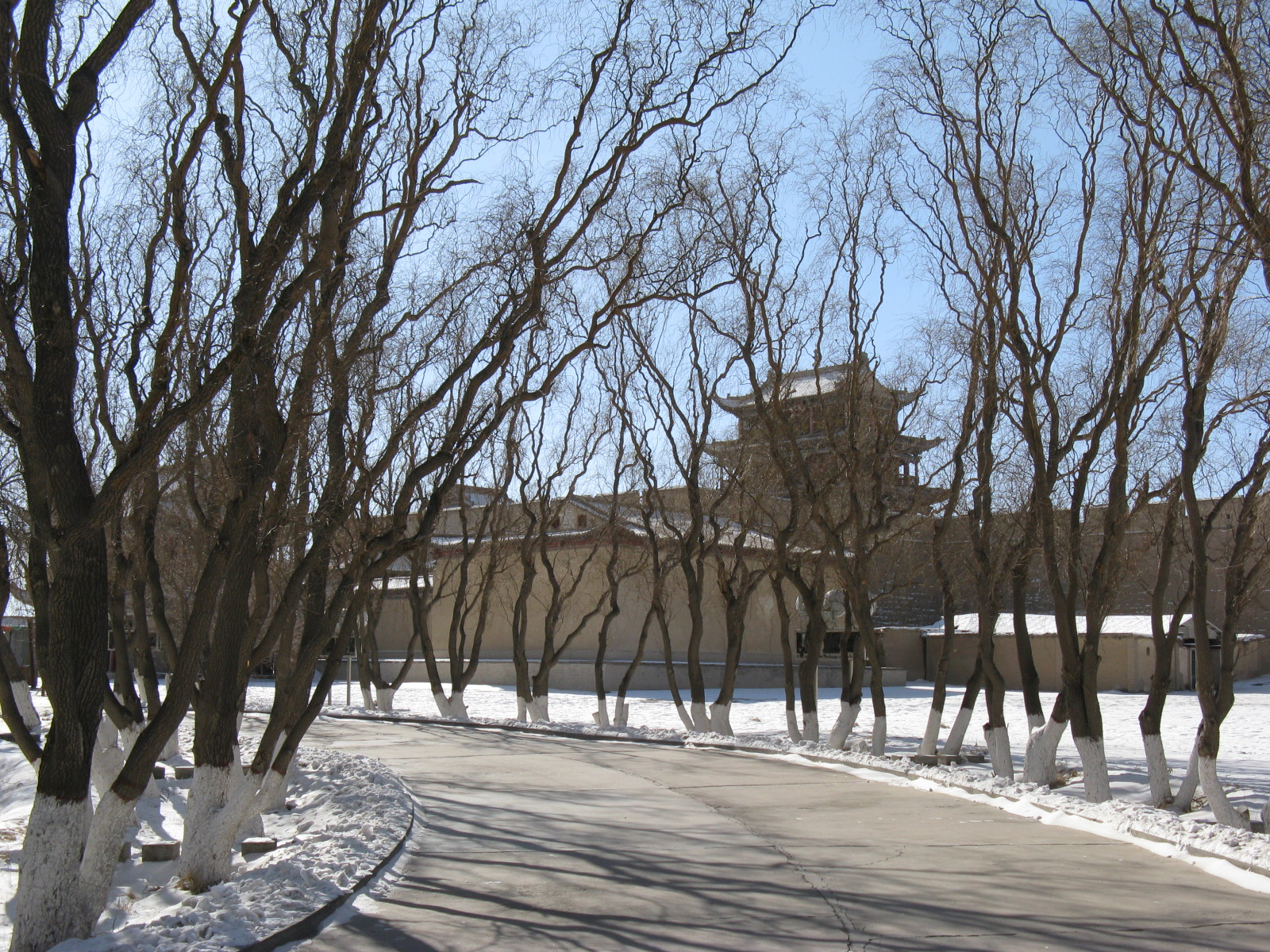
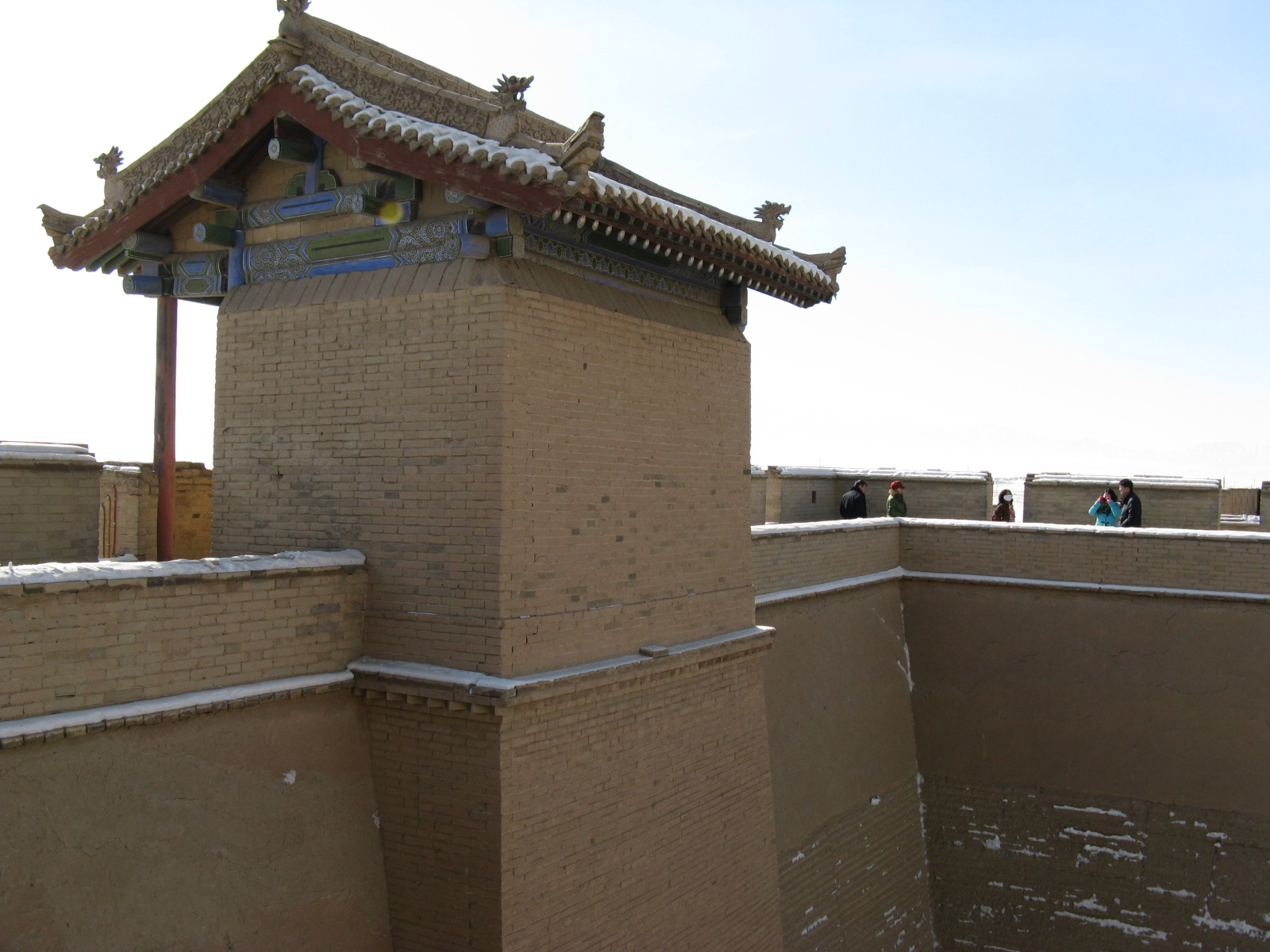
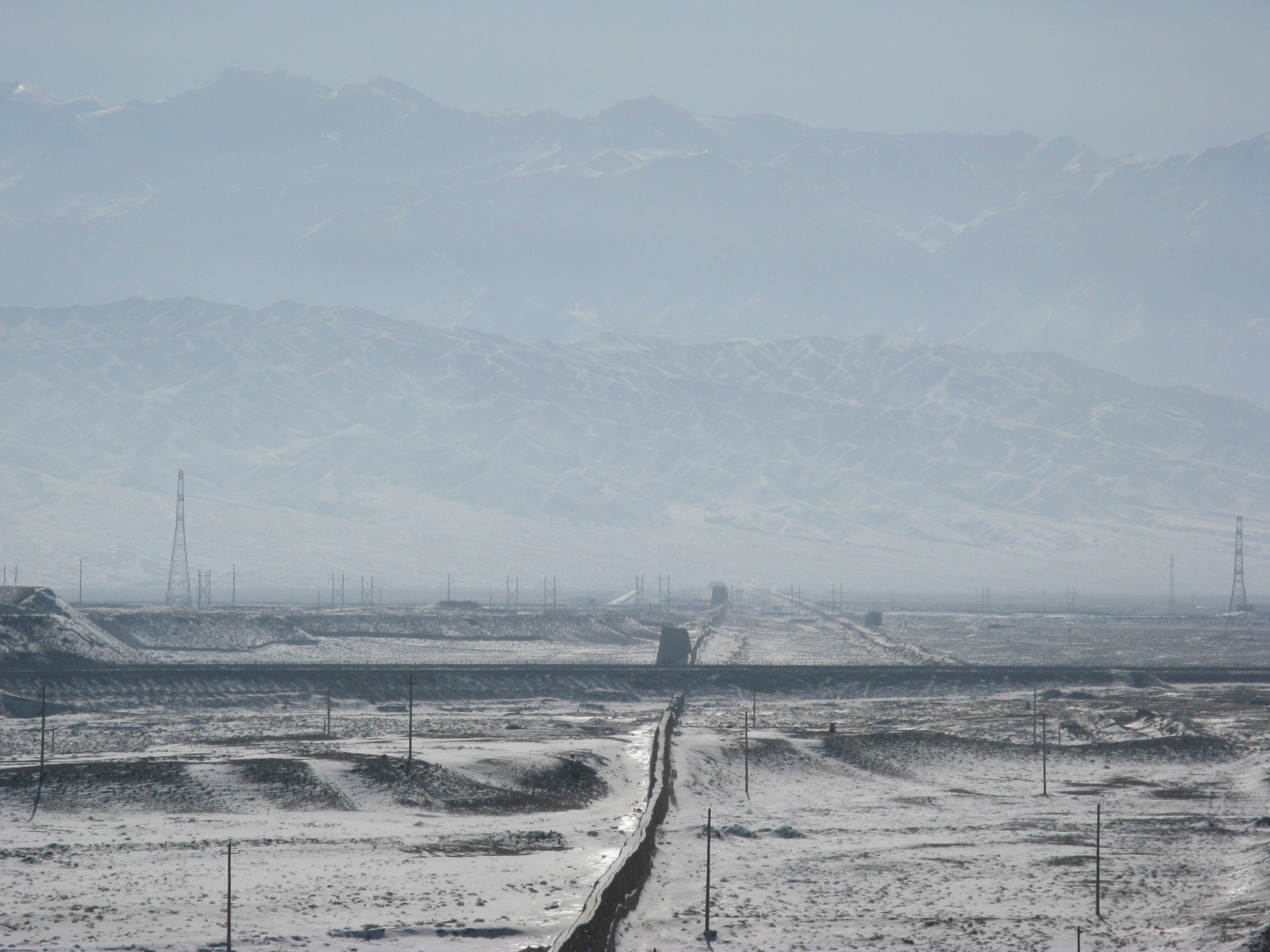